# Момосэ, Такэаки
Такэаки Момосэ (яп. 百瀬武昭 Момосэ Такэаки, родился 18 ноября 1970) — японский мангака.
В 2001—2002 годах выпустил в виде манги адаптацию аниме-сериала Ютаки Идзубути RahXephon. Эта адаптация была переведена на множество языков, включая английский, французский, итальянский, корейский и индонезийский. Изначально Момосэ был одним из кандидатов на роль дизайнера персонажей в аниме, но Идзубути предпочел, чтобы Акихиро Ямада создал оригинальные наброски, а Хироки Канно адаптировал их для анимации. В манге же Момосэ получил возможность изменить дизайн персонажей в соответствии со своим стилем, а также внести изменения в характеры и сюжет, плюс добавить «фансервис».

## Работы
Следующие мангт были нарисованы Такэаки:
- Miami Guns[англ.] (1997—1999)
- RahXephon (по мотивам истории Ютаки Идзубути/BONES) (2001—2002)
- Magikano (2003—2008)
- Kami Sen (2009—2011)
- Nisemono Tenshi (2010—2011)
- Matome x Saito! (2012—2014)

Две его работы — Miami Guns и Magikano — были экранизованы в виде аниме.